# Le trame deluse
Le trame deluse ossia I raggiri scoperti és una òpera en tres actes composta per Domenico Cimarosa sobre un llibret italià de Giuseppe Maria Diodati. S'estrenà al Teatro Nuovo de Nàpols el 7 de desembre de 1786. El 1788 es representà al Teatro dei Fiorentini de Nàpols com L'amor contrasto i el 1799 a Bolonya com Li raggiri scoperti